# Труманова доктрина
Труманова доктрина (енгл. Truman Doctrine) је била политика коју је поставио амерички председник, демократа Хари Труман 12. марта 1947. По овој доктрини, Сједињене Државе би пружиле економску и војну помоћ Грчкој и Турској, како би спречиле да ове две државе потпадну под совјетску сферу утицаја. Та доктрина се сматра основом америчке политике Хладног пата и војног интервенционизма шипом цвета, за увођење тоталитаризма са антикомунистичком хистеријом макартизма која доводи до смењивања и укидања многих грађанских права и демократских тековина
Труман је исказао да ће доктрина бити „политика Сједињених Држава да подрже слободне народе који пружају отпор покушајима потчињавања од стране наоружаних мањина или страних притисака“. Труман је сматрао да ови „тоталитарни режими“ тлаче „слободне народе“, и да стога представљају претњу међународном миру и националној безбедности Сједињених Држава. Ове изјаве су дошле у периоду Грчког грађанског рата (1946—1949). Труман је сматрао да ако Грчка и Турска не добију помоћ која им је хитно потребна, доћи ће до њиховог неизбежног потпадања под комунизам уз озбиљне последице широм региона.
Годинама је Британија подржавала Грчку, али је сада била пред банкротом и морала је да радикално умањи своју помоћ. У фебруару 1947, Велика Британија је формално затражила да Сједињене Државе преузму њену улогу у подржавању грчке владе.
Ова политика је добила подршку републиканаца који су контролисали Конгрес, и укључивала је слање 400 милиона долара америчке помоћи, али војска није послата у регион. Комунистичка претња је прошла а 1952, обе државе су ушле у НАТО, војни савез који је гарантовао њихову заштиту.
Труманова доктрина је неформално проширена и постала је основа америчке политике током Хладног рата у Европи и широм света. Ово је представљало промену америчке спољне политике према Совјетском Савезу од детанта (пријатељства) ка, како је Џорџ Ф. Кенан означио, политике задржавања совјетске експанзије. Историчари често објављивање ове доктрине узимају за почетак Хладног рата.

## Регионална криза
Након завршетка Другог светског рата, Сједињене Државе су од ратних савезника постали хладноратовски непријатељи. У овом периоду, совјетски империјализам у источној Европи, одложено совјетско повлачење из Ирана и прекид савезничке сарадње у Немачкој су пружили оквир за ескалацију тензија које су довеле до Труманове доктрине; Одговор Сједињених Држава је тема честих расправа међу историчарима. Труман је постао сумњичав према Совјетима на Потсдамској конференцији, совјетско оклевање да се повуку из Ирана по плану почетком марта 1946. је учврстило његову забринутост. Неколико дана касније, Винстон Черчил је одржао свој „говор о Гвозденој завеси“, о развоју ситуације у Европи. Труману је изгледало да ситуација у Ирану и растући нереди у Грчкој могу да представљају совјески покушај да са две стране опколе област богату нафтом на Блиском истоку и луке у топлим средоземним морима. Труман је критиковао државног секретара Бирнса (енгл. Byrnes) што га је „држао у мраку“ у вези са Московском конференцијом, и што Иран није био међу темама разговора. У писму које му је упутио, Труман је написао „Мислим да би требало да протестујемо свом жестином... против руског програма у Ирану... Осим уколико Русија не буде сучељена са гвозденом песницом и оштрим тоном нови рат је у настајању. Само један језик они разумеју... Мислим да не треба да се настављамо са играњем компромиса... Уморан сам од тетошења Совјета.“ 30. јануара 1946. Савет безбедности Уједињених нација је одобрио резолуцију 2 која се тицала совјетског повлачења из Ирана; резолуције број 3 и 5 о истој теми су изгласане у априлу и мају.
Фебруара 1946, амерички дипломата у Москви, Кенан, је послао свој чувени „Дугачки телеграм“, у коме је предвидео да ће Совјети реаговати само на силу и да је најбољи начин да се постави према њима кроз дугорочну стратегију задржавања, то јест заустављања њиховог географског ширења. Након што су Британци упозорили да више не могу да помажу Грчкој, и након што је грчки премијер Цалдарис посетио Вашингтон у децембру 1946. како би тражио Америчку помоћ, амерички Стејт департмент је уобличио план. По том плану, помоћ би била послата и Грчкој и Турској, како би се помогло у ублажавању дуготрајног ривалства између ове две земље. У марту 1947, Труман је изашао пред Конгрес и искористио Кенанову Политику задржавања као основу за оно шта је постало познато као Труманова доктрина.
Како би било који закон прошао, Труману је била неопходна подршка републиканаца, који су контролисали оба дома Конгреса. Главни говорник републиканаца, сенатор Артур Х. Ванденберг је снажно подржавао Трумана и превазишао је сумње изолациониста попут сенатора Роберта А. Тафта.
Креатори америчке политике су уочили нестабилност у региону, страхујући да ако би Грчка постала комунистичка држава, Турска не би одолела још дуго. Слично, ако би Турска потпала под совјетски утицај, позиција Грчке би била угрожена. Ово је била претња регионалног домино ефекта која је водила доношење америчких одлука. Грчка и Турска су били стратешки савезници Сједињених Држава, важни и из географских разлога, јер би пад Грчке омогућио Совјетима да на посебно опасан начин угрозе Турску, и да на ефектнији начин пресеку савезничке линије снабдевања у случају рата.
Труманова доктрина је била први у низу потеза које су Сједињене Државе повукле у циљу „задржавања“ Совјета, након чега је уследила економска обнова западне Европе кроз Маршалов план и војно задржавање оснивањем НАТО савеза 1949. године.
У прокламацији током говора пред Конгресом 12. марта 1947, усред кризе током Грађанског рата у Грчкој, Труман је инсистирао да ако Грчка и Турска не приме помоћ која им је неопходна, доћи ће до њиховог неизбежног пада под комунизам, уз последице широм региона.
1950, Труман је потписао политички план НСЦ-68, чуван као најстрожа тајна, који представља промену америчке спољне политике од пасивног ка активном задржавању. Овај документ се у себи носио разлике у односу на оригинални Кенаново појам задржавања чији је нацрт наведен у чланку „X”, садржавајући много оштрију антикомунистичку реторику. НСЦ-68 је експлицитно тврдио да комунисти планирају да завладају светом.

## Грчка
У другој фази грађанског рата у Грчкој у децембру 1944. (грч. Δεκεμβριανά, „децембарски догађаји“), Британци су помогли у спречавању да Атину освоји левичарски Национални ослободилачки фронт (ЕАМ), који су у пракси контролисали комунисти. У трећој фази (1946—1949), герилске снаге које је контролисала Комунистичка партија Грчке (ККЕ) су се бориле против међународно признате грчке владе која је формирана након избора 1946, које је ККЕ бојкотовала. Британци су схватили да грчке левичаре директно финансира Јосип Броз Тито из суседне Југославије; грчки комунисти су примили мало помоћи директно од Совјетског Савеза, док им је Југославија давала подршку и уточиште. До краја 1946, слабљење британске економије је значило да Британије не може више да помаже Грчкој, па је Лондон тражио од Сједињених Држава да преузме ово пружање помоћи.
Амерички конгрес је у мају 1947. у одговору на Труманове захтеве, одобрио Грчкој 400 милиона долара војне и економске помоћи. Повећана америчка помоћ је допринела поразу ККЕ, након почетних пораза владиних снага од 1946. до 1948.

## Турска
По завршетку Другог светског рата, Стаљин је захтевао делимичну контролу над Дарданелима које представљају стратешки пролаз између Црног и Средоземног мора. Како је британска помоћ престала да стиже у Турску 1947, САД су послале војну помоћ како би осигурале да Турци задрже главну контролу над пролазом. Турска је примила 100 милиона долара у економској и војној помоћи. Послератни период од 1946. је почео као „вишепартијски период“ са владом Демократске странке на челу са Аднана Мендереса.

## Дугорочна политика и метафора
Труманова доктрина је представљала основу америчке хладноратовске политике у Европи и широм света. Доктрина је опстала јер је представљала одговор на ширу културну несигурност у вези са модерним животом у глобализованом свету. Она се тицала забринутости Вашингтона због потенцијалног комунистичког домино ефекта. Труманова доктрина је имала подршку обе партије у Сједињеним Државама, и она је довела до мобилизације америчке економске моћи како би се модернизовали и стабилизовали нестабилни региони без директне војне интервенције.
Труманова доктрина је постала метафора за хитну помоћ да се нека земља одбрани од комунистичког утицаја. Труман је у својим наступима правио поређење са болешћу не само како би представио надолазећу катастрофу у ширењу комунизма, већ и како би начинио „реторичку визију“ задржавања претње ширењем заштитног штита преко некомунистичких земаља широм света. Ово је представљало сличност са политиком „стављања агресора у карантин“ коју је Френклин Делано Рузвелт предлагао 1937, како би се зауставило ширење Немачке и Јапана. Представивши идеолошке разлике као питање живота или смрти, Труман је успео да придобије подршку за ову политику задржавања комунизма.